# Haus der Millionen

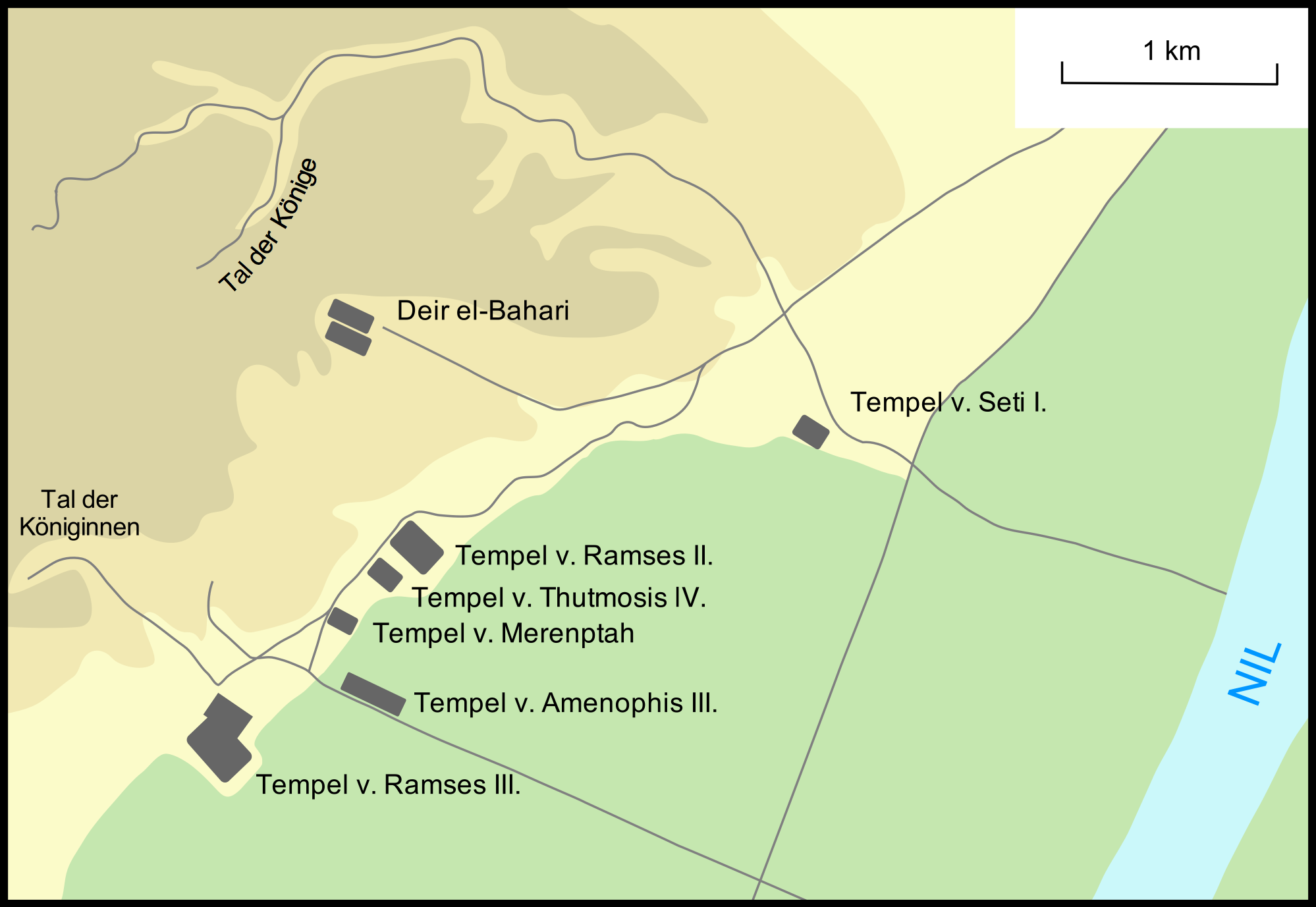
Tempelbereich von Theben westlich des Nil

Haus der Millionen (auch Haus der Millionen von Jahren, Millionenjahrhaus) ist ein Begriff, der am Ende des Mittleren Reiches der ägyptischen Geschichte auftaucht und zunächst einen Tempel für den Königskult bezeichnet, dann vor allem im Neuen Reich den königlichen Totentempel, aber auch andere Tempel des Königskultes. In ihnen wurde im Kultbild und den Wandreliefs eine mystische Vereinigung des Königs mit einer mächtigen Gottheit (wie Amun, Osiris oder Ptah) dargestellt, die im Glauben die Fortexistenz des Königs bewirkte.
Die meisten Millionenjahrhäuser lagen einst parallel zum Nil jenseits des Tals der Könige in Theben-West, aber auch in Memphis (Amenophis III., Ramses II.), Abydos (Sethos I., Ramses II.), Soleb (Amenophis III.) und Abu Simbel (Ramses II.). Hier setzten sich die Könige (Pharaonen) schon zu ihren Lebzeiten ein Denkmal, in dem sie verehrt wurden. In den Millionenjahrhäusern fanden regelmäßige Barkenprozessionen statt, bei denen das Kultbild des betreffenden Gottes in den Tempel gebracht wurde. Die Bezeichnung „Haus der Millionen“ bezieht sich auf einen Zeitraum von Millionen Jahre – also bis in alle Ewigkeit, die der Kult bestehen sollte.

## Geschichtliche Entwicklung
Bereits zu Beginn der 4. Dynastie erfolgte der klassische Aufbau der Pyramidenbezirke mit den Komponenten Taltempel – Aufweg – Totentempel – Pyramide, erstmals bei der Meidum-Pyramide. Diese Anordnung wurde bis in das Mittlere Reich beibehalten.
Aus Gründen der Sicherheit ist man im Neuen Reich dazu übergegangen, die Könige in Felsgräbern zu bestatten (Tal der Könige), und verlegte die dazugehörigen Totentempel an den Rand des Fruchtlandes. Vereinzelt ist auch der Taltempel und der Aufweg noch nachweisbar (Hatschepsut). Als „Pyramide“ kann man den thebanischen Berg el-Qurn („das Horn“) ansehen, eine natürliche Pyramide, an dessen Fuß sich das Tal der Könige befindet. Millionenjahrhäuser sind im Neuen Reich aber nicht nur in Theben, sondern auch an anderen Orten belegt, wo es keine Königsgräber gab.

## Beispiele

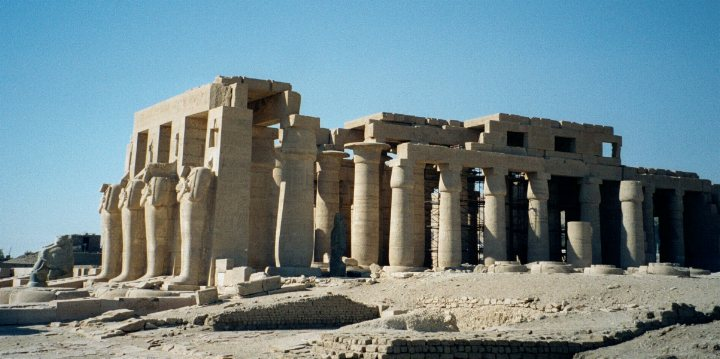
Tempel des Ramesseums

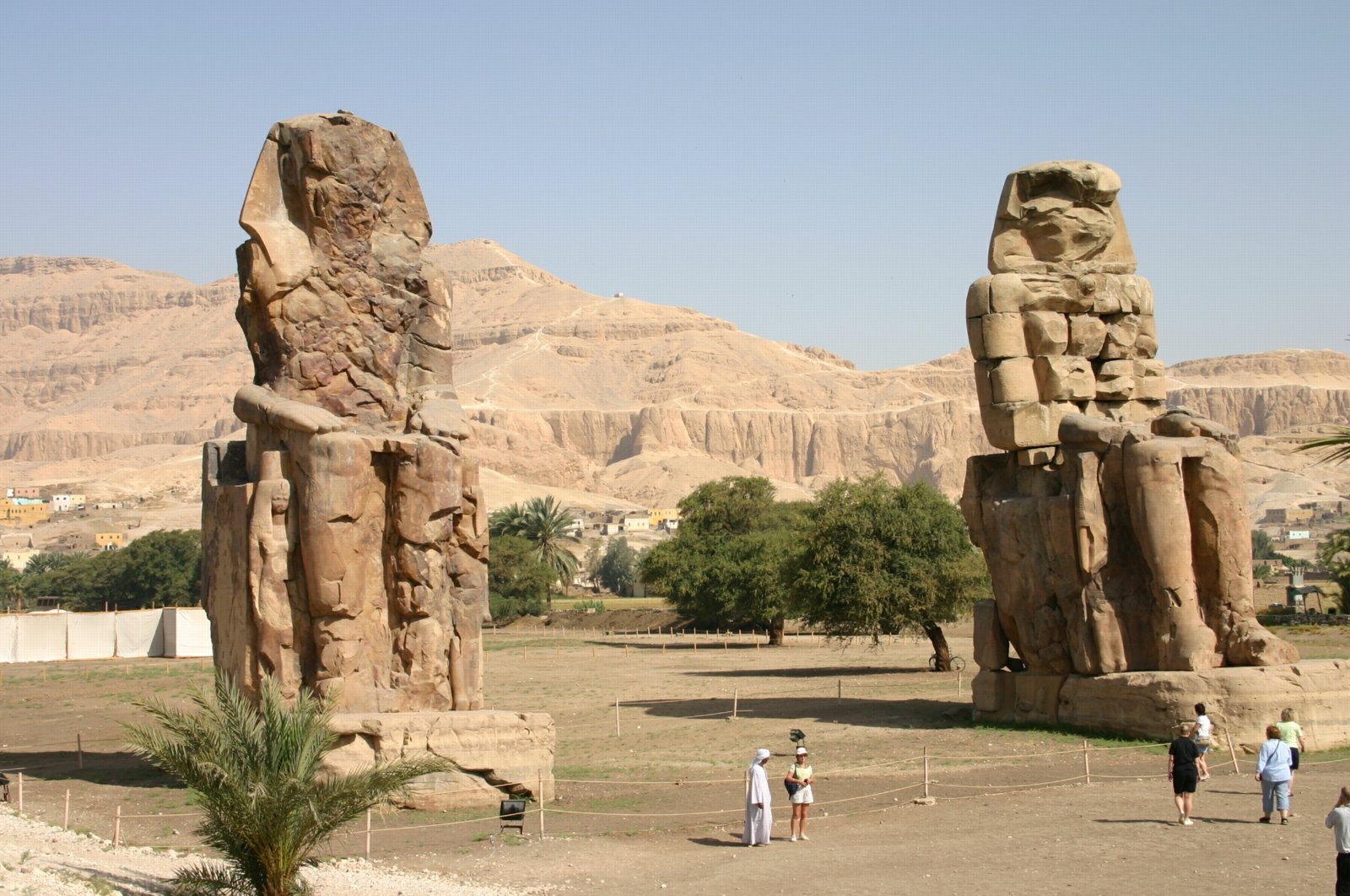
Memnonkolosse

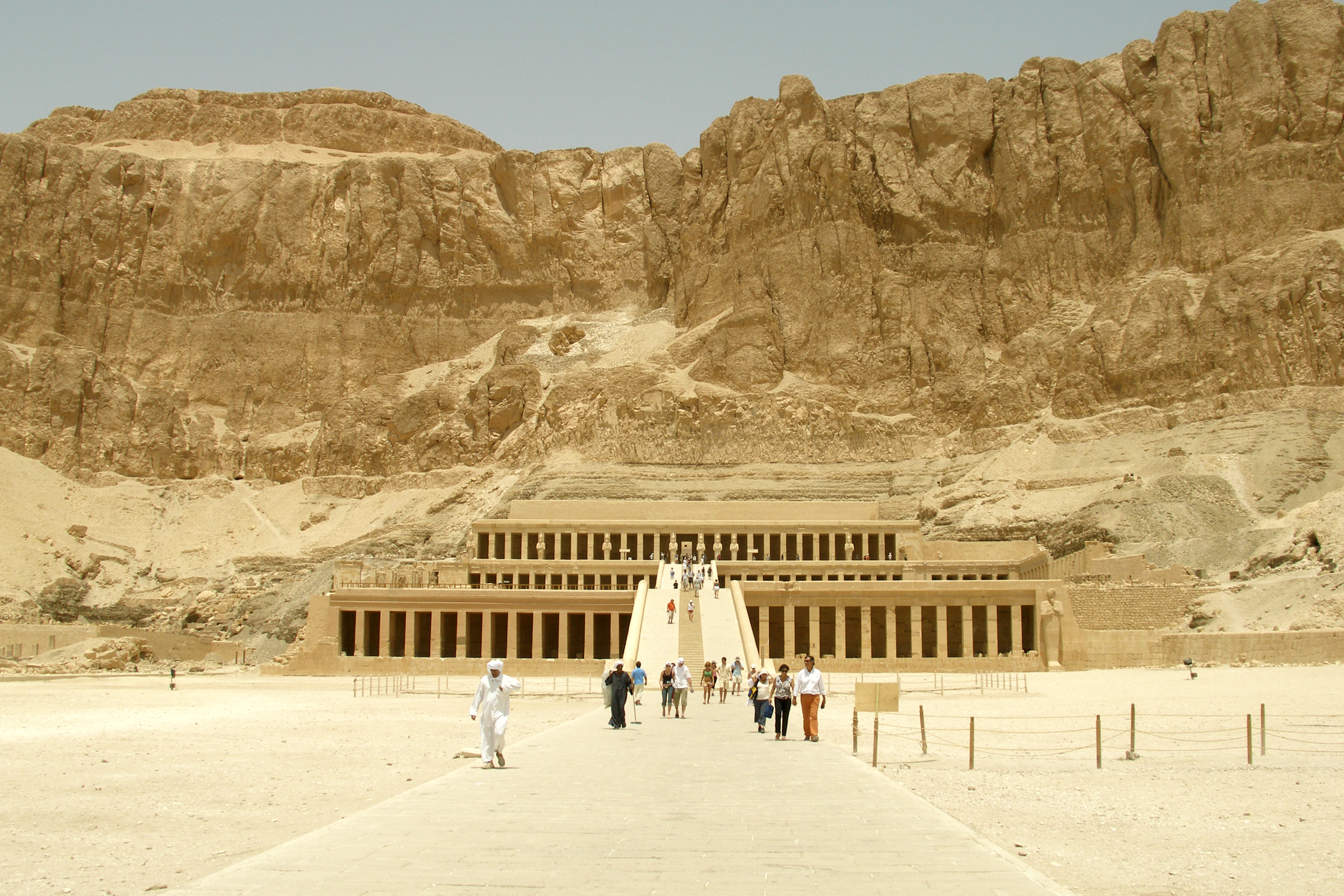
Tempel der Hatschepsut

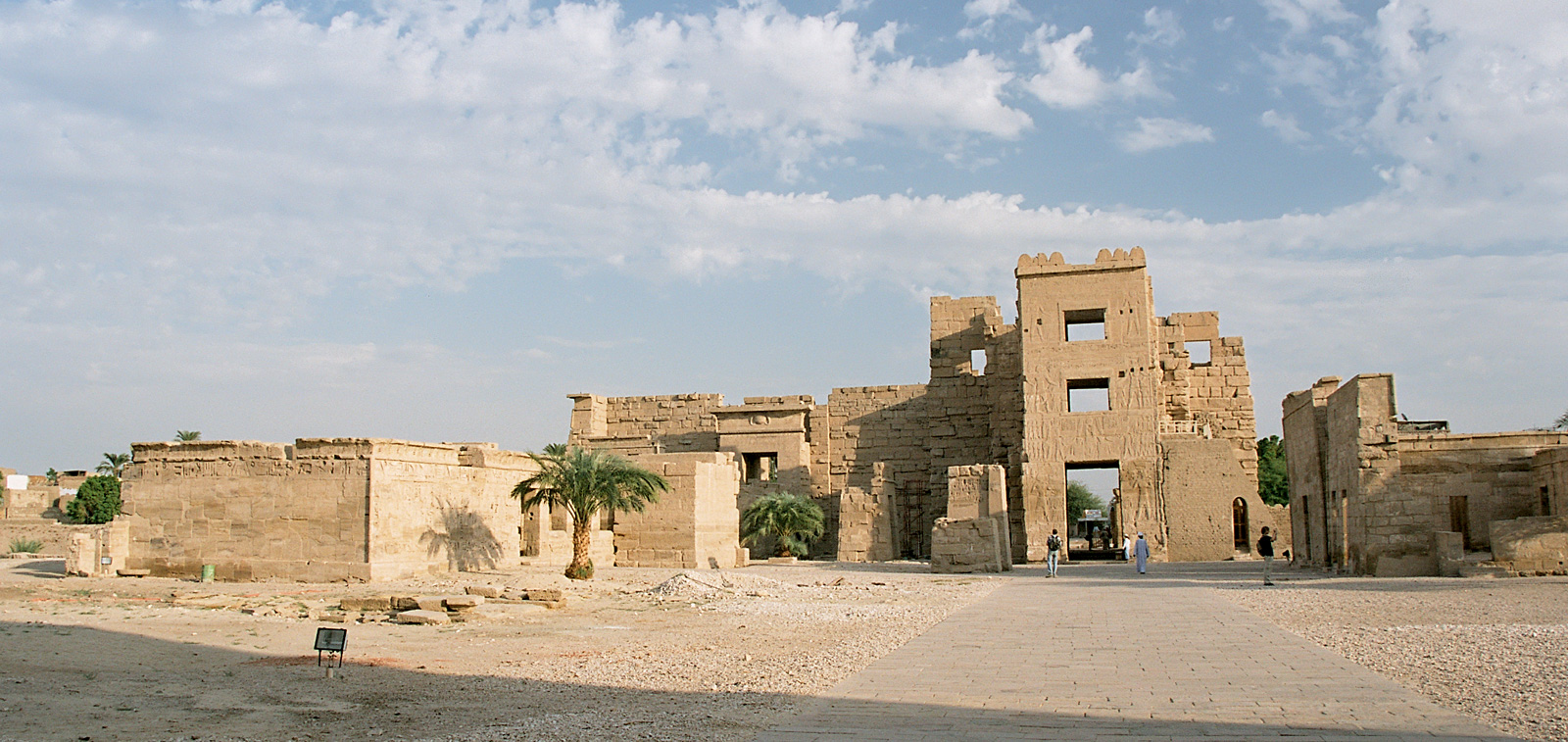
Medinet Habu, Eingang zum Tempel von Ramses III.

### Theben-West
Felsentempel in Deir el-Bahari:
- der Totentempel des Mentuhotep II.
- der Totentempel der Hatschepsut (Djeser djeseru – „Heiligster der Heiligsten“)
- der Totentempel des Thutmosis III. (Deir el-Bahari)

Eigentliche Millionenjahrhäuser in el-Qurna:
- der Totentempel des Sethos I.
- der Tempel der Ramessiden (Asasif)
- der Tempel von Thutmosis III. (el-Qurna)
- der Tempel des Ramses Siptah
- der Tempel von Amenophis II.
- das Ramesseum (Tempel des Ramses II.)
- der Tempel von Thutmosis IV.
- der Tempel der Tausret
- der Tempel des Merenptah
- der Tempel des Amenophis III. (hinter den Memnonkolossen)
- der Tempel von Ramses IV.
- der Tempel von Thutmosis II.
- der Tempel des Haremhab, Eje und Tutanchamun
- der Totentempel des Ramses III. (Medinet Habu)

### Abydos
- der Tempel des Ramses II. von Abydos
- der Totentempel des Sethos I. (Abydos): Hut-abdu-men-maat-Re (Ḥwt-3bḏw-mn-m3ˁ.t-Rˁ) – „Haus des Men-Maat-Re in Abydos“